# Luiseño (langue)
Cet article concerne la langue luiseño. Pour le peuple luiseño, voir Luiseño.
Le luiseño ('atáaxum pomtéela ou chamtéela en luiseño) est une langue uto-aztèque de la branche des langues takiques parlée aux États-Unis, dans le sud de la Californie. Selon l'ouvrage Ethnologue, Languages of the World, le nombre de locuteurs est inférieur à 40 personnes sur une population ethnique de 2 000 Luiseños.

## Écriture
| ꞌ  | a | ch | e | h  | i  | k | kw | m | n | ng | o  | p | q |
| qw | r | s  | ꟍ | sh | th | t | u  | v | w | x  | xw | y |   |